# Betung (Gelumbang)
Betung is een bestuurslaag in het regentschap Muara Enim van de provincie Zuid-Sumatra, Indonesië. Betung telt 418 inwoners (volkstelling 2010).